# L'Homme au complet marron (téléfilm)
Pour les articles homonymes, voir L'Homme au complet marron (homonymie).
Pour plus de détails, voir Fiche technique et Distribution.
L'Homme au complet marron (The Man in the Brown Suit) est un téléfilm américain d'Alan Grint diffusé sur CBS le 4 janvier 1989 aux États-Unis. Il est adapté du roman L'Homme au complet marron d'Agatha Christie.

## Synopsis
N'ayant aucune ressource, une photographe, Anne Beddingfield, vient tenter sa chance à Londres. Elle assiste à la chute d'un homme sur une voie ferrée du métro londonien, effrayé par la présence d'un homme mystérieux. Anne finit par retrouver la trace du mystérieux inconnu grâce à un papier qui était tombé de sa poche lors du drame. Espérant résoudre le mystère et être embauchée comme reporter au Daily Budget, elle décide de mener sa petite enquête. Son seul indice : l'homme porte un complet marron...

## Fiche technique
- Titre français : L'Homme au complet marron
- Titre original : The Man in the Brown Suit
- Réalisation : Alan Grint
- Scénario : Carla Jean Wagner, d'après le roman L'Homme au complet marron d'Agatha Christie
- Direction artistique : José María Tapiador
- Décors : Brian Ackland-Snow
- Costumes : Sue Yelland
- Photographie : Ken Westbury
- Montage : Donald R. Rode
- Musique : Arthur B. Rubinstein
- Production déléguée : Alan Shayne
- Société de production : Alan Shayne Productions et Warner Bros. Television
- Société de distribution : CBS
- Pays d’origine :  États-Unis
- Langue originale : anglais
- Format : couleur — 35 mm — 1,33:1 — Mono
- Genre : Téléfilm policier
- Durée : 100 minutes
- Dates de sortie :
  -  États-Unis : 4 janvier 1989
  -  France : octobre 1990

## Distribution
- Stephanie Zimbalist (VF : Véronique Augereau) : Anne Beddingfeld
- Rue McClanahan : Suzy Blair
- Tony Randall : Révérend Edward Chichester
- Edward Woodward : Sir Eustace Pedler
- Ken Howard : Gordon Race
- Nickolas Grace : Guy Underhill
- Simon Dutton : Harry Lucas
- María Casal : Anita
- Federico Luciano : Leo Carton
- Rose McVeigh : Valerie
- Jorge Bosso : Homme d'affaires
- José Canalejas : Arabe
- Aldo Sambrell : chauffeur de taxi
- Jack Taylor : Inspecteur de police

## Sortie vidéo
Le téléfilm a fait l'objet d'une sortie sur le support DVD :
- Agatha Christie - Les classiques de Warner Bros. (Coffret 4 DVD-9) sorti le 19 octobre 2011 édité par Koba Films et distribué par Warner Bros. Home Entertainment France. Le ratio est en 1.33:1 plein écran 4:3. L'audio est en Français et Anglais 2.0 Dolby Digital avec présence de sous-titres français. En supplément les filmographies des acteurs, un documentaire sur Agatha Christie ainsi que des bandes annonces de l'éditeur. Il s'agit d'une édition Zone 2 Pal[1].

## Commentaires
En vedettes, on retrouve deux comédiens héros de séries télévisées : Stéphanie Zimbalist de  Les Enquêtes de Remington Steele et Simon Dutton, qui reprit le rôle de Simon Templar dans Le Saint (série de téléfilms) en 1989.
Dans la décennie 80, la télévision américaine a adapté également d'autres œuvres d'Agatha Christie sous forme de téléfilms : Un meurtre est-il facile? avec Bill Bixby (1982), Meurtre au champagne (1983), Le Couteau sur la nuque avec Peter Ustinov et Faye Dunaway (1985), Jeux de glaces avec Bette Davis (1985), Drame en trois actes, avec Peter Ustinov et Tony Curtis (1986), Poirot joue le jeu, avec Peter Ustinov (1986), Le Major parlait trop (1989).
L'homme au complet marron a fait l'objet d'une seconde adaptation en 2017 à la télévision française dans le cadre de la série Les Petits meurtres d'Agatha Christie.